# Scopula tristriaria
Scopula tristriaria là một loài bướm đêm trong họ Geometridae.